# ピエール・バンジェリ
ピエール・バンジェリ（Pierre Binggeli）は、スイスの撮影監督である。ジュネーヴの映画製作会社トランス・ヴィデオ・ピエール・バンジェリ代表。

## 人物・来歴
1977年 - 1978年、フランスのイゼール県グルノーブルに根拠地を持つジャン＝リュック・ゴダールとアンヌ＝マリー・ミエヴィルが、共同監督として製作したテレビ映画シリーズ『二人の子どもフランス漫遊記』の撮影に、ウィリアム・リュプチャンスキー、ドミニク・シャピュイ、フィリップ・ロニとともにクレジットされているのが、映画史上にみるバンジェリの最初の登場である。
1979年、ゴダールとミエヴィルは活動拠点をスイスに移し、ヴォー州ロールに工房を構え、商業映画復帰第1作『勝手に逃げろ/人生』（1979年）を撮るが、1981年、同州のローザンヌ市制500年記念映画『フレディ・ビュアシュへの手紙』にふたたび「協力」クレジットで、バンジェリは登場する。同作の撮影はジュネーヴのテレビ局テレヴィジオン・スイス・ロマンド（TSR）のカメラマンで、『勝手に逃げろ/人生』にも参加した当時27歳のジャン＝ベルナール・ムヌーである。ゴダールの次作『パッション』（1982年）では、そのメイキングである『「パッション」のためのシナリオ』（1982年）をムヌーと共同で撮った。以降、ゴダール、あるいはミエヴィルとの共同監督作の短篇のカメラを回した。
1988年から、ゴダールは大作『ゴダールの映画史』（1988年 - 1998年）の製作にとりかかるが、同作の新撮部分のカメラを回している。
バンジェリが経営する「トランス・ヴィデオ・ピエール・バンジェリ」は、ジュネーヴ州グラン＝サコネテルー道18番地（chemin terroux 18, le grand-saconnex）に存在する。1979年以来、テレヴィジオン・スイス・ロマンドとは協力関係にある。

## おもなフィルモグラフィ
- 『二人の子どもフランス漫遊記』 France/tour/detour/deux/enfants : 監督ジャン＝リュック・ゴダール / アンヌ＝マリー・ミエヴィル、テレビ映画、1977年 - 1978年
- 『フレディ・ビュアシュへの手紙』 Lettre à Freddy Buache : 監督ジャン＝リュック・ゴダール、短篇映画、1981年 - 協力
- 『「パッション」のためのシナリオ』 Scénario du film 'Passion' : 監督ジャン＝リュック・ゴダール、ビデオ映画、1982年 - ジャン＝ベルナール・ムヌーと共同
- 『ソフト&ハード』 Soft and Hard : 監督ジャン＝リュック・ゴダール / アンヌ＝マリー・ミエヴィル、1986年
- 『ウディ・アレン会見』 Meetin' WA : 監督ジャン＝リュック・ゴダール、短篇映画、1986年
- 『最後の言葉』 Le dernier mot : 監督ジャン＝リュック・ゴダール、短篇映画、1988年

テレビ映画『パリ・ストーリー』 Les Français vus par...の一篇
- 『ゴダールの映画史』 Histoire(s) du cinéma : 監督ジャン＝リュック・ゴダール、1988年 - 1998年